# Europamästerskapet i basket för herrar
Europamästerskapet i basket för herrar (officiellt FIBA EuroBasket, tidigare European Basketball Championship) är en internationell basketturnering arrangerad av FIBA Europe, med premiär 1935. Flest EM-guld har Sovjetunionen, som tagit 14 stycken, före SFR Jugoslavien som tog fem. Av de landslag som fortfarande existerar har Litauen och Spanien flest titlar med tre vardera. 
Från och med 2017 kommer mästerskapet att avgöras med fyra års mellanrum till skillnad mot två år som tidigare.

## Medaljörer
| År   | Värdnation             | Final                                                | Final                                                | Final                                                | Match om tredjepris                                  | Match om tredjepris                                  | Match om tredjepris                                  |
| År   | Värdnation             | Vinnare                                              | Resultat                                             | Tvåa                                                 | Trea                                                 | Resultat                                             | Fyra                                                 |
| ---- | ---------------------- | ---------------------------------------------------- | ---------------------------------------------------- | ---------------------------------------------------- | ---------------------------------------------------- | ---------------------------------------------------- | ---------------------------------------------------- |
| 1935 | Schweiz                | Lettland                                             | 24 – 18                                              | Spanien                                              | Tjeckoslovakien                                      | 25 – 23                                              | Schweiz                                              |
| 1937 | Lettland               | Litauen                                              | 24 – 23                                              | Italien                                              | Frankrike                                            | 24 – 24                                              | Polen                                                |
| 1939 | Litauen                | Litauen                                              |                                                      | Lettland                                             | Polen                                                |                                                      | Frankrike                                            |
| 1941 | Litauen                | Turneringen inställd på grund av andra världskriget. | Turneringen inställd på grund av andra världskriget. | Turneringen inställd på grund av andra världskriget. | Turneringen inställd på grund av andra världskriget. | Turneringen inställd på grund av andra världskriget. | Turneringen inställd på grund av andra världskriget. |
| 1946 | Schweiz                | Tjeckoslovakien                                      | 34 – 32                                              | Italien                                              | Ungern                                               | 38 – 32                                              | Frankrike                                            |
| 1947 | Tjeckoslovakien        | Sovjetunionen                                        | 56 – 37                                              | Tjeckoslovakien                                      | Egypten                                              | 50 – 48                                              | Belgien                                              |
| 1949 | Egypten                | Egypten                                              |                                                      | Frankrike                                            | Grekland                                             |                                                      | Turkiet                                              |
| 1951 | Frankrike              | Sovjetunionen                                        | 45 – 45                                              | Tjeckoslovakien                                      | Frankrike                                            | 55 – 52                                              | Bulgarien                                            |
| 1953 | Sovjetunionen          | Sovjetunionen                                        |                                                      | Ungern                                               | Frankrike                                            |                                                      | Tjeckoslovakien                                      |
| 1955 | Ungern                 | Ungern                                               |                                                      | Tjeckoslovakien                                      | Sovjetunionen                                        |                                                      | Bulgarien                                            |
| 1957 | Bulgarien              | Sovjetunionen                                        |                                                      | Bulgarien                                            | Tjeckoslovakien                                      |                                                      | Ungern                                               |
| 1959 | Turkiet                | Sovjetunionen                                        |                                                      | Tjeckoslovakien                                      | Frankrike                                            |                                                      | Ungern                                               |
| 1961 | Jugoslavien            | Sovjetunionen                                        | 60 – 53                                              | Jugoslavien                                          | Bulgarien                                            | 55 – 46                                              | Frankrike                                            |
| 1963 | Polen                  | Sovjetunionen                                        | 61 – 45                                              | Polen                                                | Jugoslavien                                          | 89 – 61                                              | Ungern                                               |
| 1965 | Sovjetunionen          | Sovjetunionen                                        | 58 – 49                                              | Jugoslavien                                          | Polen                                                | 86 – 70                                              | Italien                                              |
| 1967 | Finland                | Sovjetunionen                                        | 89 – 77                                              | Tjeckoslovakien                                      | Polen                                                | 80 – 76                                              | Bulgarien                                            |
| 1969 | Italien                | Sovjetunionen                                        | 81 – 72                                              | Jugoslavien                                          | Tjeckoslovakien                                      | 77 – 75                                              | Polen                                                |
| 1971 | Västtyskland           | Sovjetunionen                                        | 69 – 64                                              | Jugoslavien                                          | Italien                                              | 85 – 67                                              | Polen                                                |
| 1973 | Spanien                | Jugoslavien                                          | 78 – 67                                              | Spanien                                              | Sovjetunionen                                        | 90 – 58                                              | Tjeckoslovakien                                      |
| 1975 | Jugoslavien            | Jugoslavien                                          |                                                      | Sovjetunionen                                        | Italien                                              |                                                      | Spanien                                              |
| 1977 | Belgien                | Jugoslavien                                          | 74 – 61                                              | Sovjetunionen                                        | Tjeckoslovakien                                      | 91 – 81                                              | Italien                                              |
| 1979 | Italien                | Sovjetunionen                                        | 98 – 76                                              | Israel                                               | Jugoslavien                                          | 99 – 92                                              | Tjeckoslovakien                                      |
| 1981 | Tjeckoslovakien        | Sovjetunionen                                        | 84 – 76                                              | Jugoslavien                                          | Tjeckoslovakien                                      | 101 – 90                                             | Spanien                                              |
| 1983 | Frankrike              | Italien                                              | 105 – 96                                             | Spanien                                              | Sovjetunionen                                        | 105 – 70                                             | Nederländerna                                        |
| 1985 | Västtyskland           | Sovjetunionen                                        | 120 – 89                                             | Tjeckoslovakien                                      | Italien                                              | 102 – 90                                             | Spanien                                              |
| 1987 | Grekland               | Grekland                                             | 103 – 101 (ÖT)                                       | Sovjetunionen                                        | Jugoslavien                                          | 98 – 87                                              | Spanien                                              |
| 1989 | Jugoslavien            | Jugoslavien                                          | 98 – 77                                              | Grekland                                             | Sovjetunionen                                        | 104 – 76                                             | Italien                                              |
| 1991 | Italien                | Jugoslavien                                          | 88 – 73                                              | Italien                                              | Spanien                                              | 101 – 83                                             | Frankrike                                            |
| 1993 | Tyskland               | Tyskland                                             | 71 – 70                                              | Ryssland                                             | Kroatien                                             | 99 – 59                                              | Grekland                                             |
| 1995 | Grekland               | FR Jugoslavien                                       | 96 – 90                                              | Litauen                                              | Kroatien                                             | 73 – 68                                              | Grekland                                             |
| 1997 | Spanien                | FR Jugoslavien                                       | 61 – 49                                              | Italien                                              | Ryssland                                             | 97 – 77                                              | Grekland                                             |
| 1999 | Frankrike              | Italien                                              | 64 – 56                                              | Spanien                                              | FR Jugoslavien                                       | 74 – 62                                              | Frankrike                                            |
| 2001 | Turkiet                | FR Jugoslavien                                       | 78 – 69                                              | Turkiet                                              | Spanien                                              | 99 – 90                                              | Tyskland                                             |
| 2003 | Sverige                | Litauen                                              | 93 – 84                                              | Spanien                                              | Italien                                              | 69 – 67                                              | Frankrike                                            |
| 2005 | Serbien och Montenegro | Grekland                                             | 78 – 62                                              | Tyskland                                             | Frankrike                                            | 98 – 68                                              | Spanien                                              |
| 2007 | Spanien                | Ryssland                                             | 60 – 59                                              | Spanien                                              | Litauen                                              | 78 – 69                                              | Grekland                                             |
| 2009 | Polen                  | Spanien                                              | 85 – 63                                              | Serbien                                              | Grekland                                             | 57 – 56                                              | Slovenien                                            |
| 2011 | Litauen                | Spanien                                              | 98 – 85                                              | Frankrike                                            | Ryssland                                             | 72 – 68                                              | Makedonien                                           |
| 2013 | Slovenien              | Frankrike                                            | 80 – 66                                              | Litauen                                              | Spanien                                              | 92 – 66                                              | Kroatien                                             |
| 2015 | Frankrike              | Spanien                                              | 80 – 63                                              | Litauen                                              | Frankrike                                            | 81 – 68                                              | Serbien                                              |
| 2017 | Turkiet                | Slovenien                                            | 93 – 85                                              | Serbien                                              | Spanien                                              | 93 – 85                                              | Ryssland                                             |
| 2022 | Tyskland               | Spanien                                              | 88 – 76                                              | Frankrike                                            | Tyskland                                             | 82 – 69                                              | Polen                                                |

### Medaljliga
| Nr                   | Nation               | Guld | Silver | Brons | Totalt |
| -------------------- | -------------------- | ---- | ------ | ----- | ------ |
| 1                    | Sovjetunionen        | 14   | 3      | 4     | 21     |
| 2                    | / Jugoslavien        | 8    | 5      | 4     | 17     |
| 3                    | Spanien              | 4    | 6      | 4     | 14     |
| 4                    | Litauen              | 3    | 3      | 1     | 7      |
| 5                    | Italien              | 2    | 4      | 4     | 10     |
| 6                    | Grekland             | 2    | 1      | 2     | 5      |
| 7                    | Tjeckoslovakien      | 1    | 6      | 5     | 12     |
| 8                    | Frankrike            | 1    | 3      | 6     | 10     |
| 9                    | Ryssland             | 1    | 1      | 2     | 4      |
| 10                   | Tyskland             | 1    | 1      | 1     | 3      |
| 10                   | Ungern               | 1    | 1      | 1     | 3      |
| 12                   | Lettland             | 1    | 1      | 0     | 2      |
| 13                   | Egypten              | 1    | 0      | 1     | 2      |
| 14                   | Slovenien            | 1    | 0      | 0     | 1      |
| 15                   | Serbien              | 0    | 2      | 0     | 2      |
| 16                   | Polen                | 0    | 1      | 3     | 4      |
| 17                   | Bulgarien            | 0    | 1      | 1     | 2      |
| 18                   | Turkiet              | 0    | 1      | 0     | 1      |
| 18                   | Israel               | 0    | 1      | 0     | 1      |
| 20                   | Kroatien             | 0    | 0      | 2     | 2      |
| Totalt (20 nationer) | Totalt (20 nationer) | 41   | 41     | 41    | 123    |